# チェコグランプリ
チェコグランプリ（チェコGP、Czech Republic Grand Prix ）は、ロードレース世界選手権の一戦としてチェコ共和国で開催されるオートバイレースのイベントである。1993年にチェコとスロバキアが分離する以前はチェコスロバキアグランプリとして開催されていた。

## 概要
もともとはチェコスロバキアの国内選手権として1947年から開催されていたレースが、1965年からロードレース世界選手権の一戦に加えられたものである。
チェコスロバキアGPの開催地は世界選手権となった1965年以来一貫してブルノで開催されてきたが、元々のブルノは古い公道コースであったためにコースの安全面への要求に応えることができず、1983年からは世界選手権のカレンダーから外された。その後の4年間、チェコスロバキアGPはヨーロッパ選手権の一戦として開催され、1987年からは旧コースのピットから約10km離れた場所に新設された新ブルノ・サーキットを舞台として世界選手権に復帰した。
1999年以降は、1ヶ月程度の夏休み（グランプリの開催がない期間）明けの、シーズン後半の開幕戦としての開催が定着している。
2021年はサーキットの再舗装が必要となり、開催までに作業が終了するかが不明なために暫定カレンダーから除外された。
2025年に開催復帰することが首相のペトル・フィアラから報じられた。

## 歴代優勝者
- 以下はロードレース世界選手権として開催された大会の優勝者である。

### チェコスロバキアGPの優勝者
| 年   | サーキット | 50cc                 | 125cc            | 250cc          | 350cc            | 500cc            | 結果 |
| ---- | ---------- | -------------------- | ---------------- | -------------- | ---------------- | ---------------- | ---- |
| 1965 | ブルノ     |                      | F.ペリス         | P.リード       | J.レッドマン     | M.ヘイルウッド   | 詳細 |
| 1966 | ブルノ     |                      | L.タベリ         | M.ヘイルウッド | M.ヘイルウッド   | M.ヘイルウッド   | 詳細 |
| 1967 | ブルノ     |                      | B.アイビー       | P.リード       | M.ヘイルウッド   | M.ヘイルウッド   | 詳細 |
| 1968 | ブルノ     |                      | P.リード         | P.リード       | G.アゴスチーニ   | G.アゴスチーニ   | 詳細 |
| 1969 | ブルノ     | P.ローデヴァイククス | D.シモンズ       | R.パッソリーニ | G.アゴスチーニ   | G.アゴスチーニ   | 詳細 |
| 1970 | ブルノ     | A.トゥルセン         | G.パロッティ     | K.キャラザース | G.アゴスチーニ   |                  | 詳細 |
| 1971 | ブルノ     | B.シーン             | A.ニエト         | J.ドラパル     | J.サーリネン     |                  | 詳細 |
| 1972 | ブルノ     |                      | B.ヤンソン       | J.サーリネン   | J.サーリネン     | G.アゴスチーニ   | 詳細 |
| 1973 | ブルノ     |                      | O.ブスケッリーニ | D.ブラウン     | T.ランシボリ     | G.アゴスチーニ   | 詳細 |
| 1974 | ブルノ     | H.ファン・ケッセル   | K.アンダーソン   | W.ヴィラ       |                  | P.リード         | 詳細 |
| 1975 | ブルノ     |                      | L.グスタフソン   | M.ルージュリー | O.ブスケッリーニ | P.リード         | 詳細 |
| 1976 | ブルノ     |                      |                  | W.ヴィラ       | W.ヴィラ         | J.ニューボールド | 詳細 |
| 1977 | ブルノ     |                      |                  | F.ウンチーニ   | J.チェコット     | J.チェコット     | 詳細 |
| 1978 | ブルノ     | R.トルモ             |                  | K.バリントン   | K.バリントン     |                  | 詳細 |
| 1979 | ブルノ     |                      | G.ベルタン       | K.バリントン   | K.バリントン     |                  | 詳細 |
| 1980 | ブルノ     |                      | G.ベルタン       | A.マンク       | A.マンク         |                  | 詳細 |
| 1981 | ブルノ     | T.ティメル           |                  | A.マンク       | A.マンク         |                  | 詳細 |
| 1982 | ブルノ     |                      | E.ラッツァリーニ | C.ラバード     | D.デ・ラディゲス |                  | 詳細 |
| 年   | サーキット | 80cc                 | 125cc            | 250cc          | 350cc            | 500cc            | 結果 |
| 1987 | ブルノ     | S.ドルフリンガー     | F.グレシーニ     | A.マンク       |                  | W.ガードナー     | 詳細 |
| 1988 | ブルノ     | J.マルチネス         | J.マルチネス     | J.ガリガ       |                  | W.ガードナー     | 詳細 |
| 1989 | ブルノ     | E.トロンテギ         | A.クリビーレ     | R.ロス         |                  | K.シュワンツ     | 詳細 |
| 1990 | ブルノ     |                      | H.スパーン       | C.カルダス     |                  | W.レイニー       | 詳細 |
| 1991 | ブルノ     |                      | A.グラミーニ     | H.ブラドル     |                  | W.レイニー       | 詳細 |

### チェコGPの優勝者
| 年   | サーキット | 125cc                              | 250cc                    | 500cc                        | 結果 |
| ---- | ---------- | ---------------------------------- | ------------------------ | ---------------------------- | ---- |
| 1993 | ブルノ     | 坂田和人                           | ロリス・レジアーニ       | ウェイン・レイニー           | 詳細 |
| 1994 | ブルノ     | 坂田和人                           | マックス・ビアッジ       | ミック・ドゥーハン           | 詳細 |
| 1995 | ブルノ     | 坂田和人                           | マックス・ビアッジ       | ルカ・カダローラ             | 詳細 |
| 1996 | ブルノ     | バレンティーノ・ロッシ             | マックス・ビアッジ       | アレックス・クリビーレ       | 詳細 |
| 1997 | ブルノ     | 上田昇                             | マックス・ビアッジ       | ミック・ドゥーハン           | 詳細 |
| 1998 | ブルノ     | マルコ・メランドリ                 | 原田哲也                 | マックス・ビアッジ           | 詳細 |
| 1999 | ブルノ     | マルコ・メランドリ                 | バレンティーノ・ロッシ   | 岡田忠之                     | 詳細 |
| 2000 | ブルノ     | ロベルト・ロカテリ                 | 中野真矢                 | マックス・ビアッジ           | 詳細 |
| 2001 | ブルノ     | トニ・エリアス                     | 原田哲也                 | バレンティーノ・ロッシ       | 詳細 |
| 年   | サーキット | 125cc                              | 250cc                    | MotoGP                       | 結果 |
| 2002 | ブルノ     | ルーチョ・チェッキネロ             | マルコ・メランドリ       | マックス・ビアッジ           | 詳細 |
| 2003 | ブルノ     | ダニ・ペドロサ                     | ランディ・ド・プニエ     | バレンティーノ・ロッシ       | 詳細 |
| 2004 | ブルノ     | ホルヘ・ロレンソ                   | セバスチャン・ポルト     | セテ・ジベルナウ             | 詳細 |
| 2005 | ブルノ     | トーマス・ルティ                   | ダニ・ペドロサ           | バレンティーノ・ロッシ       | 詳細 |
| 2006 | ブルノ     | アルバロ・バウティスタ             | ホルヘ・ロレンソ         | ロリス・カピロッシ           | 詳細 |
| 2007 | ブルノ     | エクトル・ファウベル               | ホルヘ・ロレンソ         | ケーシー・ストーナー         | 詳細 |
| 2008 | ブルノ     | ステファン・ブラドル               | アレックス・デボン       | バレンティーノ・ロッシ       | 詳細 |
| 2009 | ブルノ     | ニコラス・テロル                   | マルコ・シモンチェリ     | バレンティーノ・ロッシ       | 詳細 |
| 年   | サーキット | 125cc                              | Moto2                    | MotoGP                       | 結果 |
| 2010 | ブルノ     | ニコラス・テロル                   | トニ・エリアス           | ホルヘ・ロレンソ             | 詳細 |
| 2011 | ブルノ     | サンドロ・コルテセ                 | アンドレア・イアンノーネ | ケーシー・ストーナー         | 詳細 |
| 年   | サーキット | Moto3                              | Moto2                    | MotoGP                       | 結果 |
| 2012 | ブルノ     | ジョナス・フォルガー               | マルク・マルケス         | ダニ・ペドロサ               | 詳細 |
| 2013 | ブルノ     | ルイス・サロム                     | ミカ・カリオ             | マルク・マルケス             | 詳細 |
| 2014 | ブルノ     | アレクシ・マスブー                 | エステベ・ラバト         | ダニ・ペドロサ               | 詳細 |
| 2015 | ブルノ     | ニッコロ・アントネッリ             | ヨハン・ザルコ           | ホルヘ・ロレンソ             | 詳細 |
| 2016 | ブルノ     | ジョン・マクフィー                 | ジョナス・フォルガー     | カル・クラッチロー           | 詳細 |
| 2017 | ブルノ     | ジョアン・ミル                     | トーマス・ルティ         | マルク・マルケス             | 詳細 |
| 2018 | ブルノ     | ファビオ・ディ・ジャンナントーニオ | ミゲル・オリベイラ       | アンドレア・ドヴィツィオーゾ | 詳細 |
| 2019 | ブルノ     | アロン・カネト                     | アレックス・マルケス     | マルク・マルケス             | 詳細 |
| 2020 | ブルノ     | アロン・カネト                     | エネア・バスティアニーニ | ブラッド・ビンダー           | 詳細 |